# Dolce & Gabbana
Dolce & Gabbana  är ett italienskt modehus och klädmärke grundat 1985 av Domenico Dolce och Stefano Gabbana.Dess huvudkontor ligger i Milano. Deras produkter är allt från parfymer till kläder och underkläder.